# Ulrich von Bock
Ulrich von Bock (* 29. Dezember 1939 in Oppeln, Schlesien, Deutschland) ist ein deutscher Schauspieler.

## Leben
Ulrich von Bock entstammt einer preußischen Offiziersfamilie. Mit Beginn der 60er Jahre ließ er sich künstlerisch ausbilden und trat 1962 sein erstes Festengagement an. Bis 1967 war er fünf Jahre lang am Schauspielhaus Bochum engagiert, anschließend bis 1973 am Schauspielhaus Köln. Danach war er bis 1982 Ensemblemitglied des Bremer Theaters am Goetheplatz. Bock spielte an den oben genannten Häusern zumeist kleinere und mittelgroße Rollen, etwa als Bürger in Dantons Tod, Justizminister in Elisabeth von England und als Andrej in Drei Schwestern, allesamt Inszenierungen Rudolf Noeltes. In Tournee-Inszenierungen erhielt von Bock auch Hauptrollen wie etwa den Mephisto im Urfaust, den Tessmann in Hedda Gabler, den Peachum in Die Dreigroschenoper und den Möbius in Die Physiker. Mehrfach gehörte er dem Tourneetheater Greve an und nahm regelmäßig an den Festspielen Mayen teil.
Mit dem Part des zwielichtigen Conny in dem modernen Ruhrpottdrama Das Lamm gab Bock 1964 sein Filmdebüt unter der Regie von Wolfgang Staudte. Dennoch wurde der früh glatzköpfige Künstler mit dem markanten, breiten, norddeutschen Regiolekt erst seit den frühen 70er Jahren regelmäßig besetzt. Bock-Typen waren häufig sperrig und spröde -- wie etwa sein Assistent von Kommissar Trimmel, Petersen, in einigen frühen Tatort-Krimis. 1983 übernahm von Bock selbst als Kommissar Ronke in der Tatortfolge Wenn alle Brünnlein fließen die Ermittlungen. 1976 und 1978 war er überdies TV-Sketchpartner von Loriot. Auch in späteren Produktionen -- Fernseh- wie Kinofilme -- besetzte man Ulrich von Bock mit zahlreichen Nebenrollen, oftmals in (Krimi-)Serien wie Der Fahnder, Wolffs Revier, Notruf Hafenkante, Peter Strohm und Bella Block.

## Filmografie
- 1964: Das Lamm
- 1972: Der 21. Juli
- 1972: Tatort: Rechnen Sie mit dem Schlimmsten (Fernsehreihe)
- 1973: Tatort: Platzverweis für Trimmel
- 1973: Sonderdezernat K1 – Ganoven-Rallye (Fernsehserie)
- 1974: Tatort: Gift
- 1974: Der Scheck heiligt die Mittel
- 1974: Comenius
- 1975: Die Insel der Krebse
- 1975: Hilde Breitner
- 1976: Loriots Teleskizzen
- 1976: Tatort: Trimmel und der Tulpendieb
- 1976: Verdunkelung
- 1977: Schulzeit
- 1978: Loriot
- 1978: Tatort: Trimmel hält ein Plädoyer
- 1979: Im Herzen des Hurrican
- 1980: Grabbes letzter Sommer
- 1980: Tatort: Hände hoch, Herr Trimmel!
- 1981: Mit Gewissenheit und Würde
- 1982: Tatort: Trimmel und Isolde
- 1983: Tatort: Wenn alle Brünnlein fließen
- 1983: Heinrich Heine – Die zweite Vertreibung aus dem Paradies
- 1984: Die Friedenmacher
- 1984: Hans – Ein Junge in Deutschland
- 1985: Lindhoops Frau
- 1987: Das Winterhaus
- 1989: Die Männer vom K3 – Volle Deckung, Kopf runter!
- 1992: Gerichtstag
- 1992: Die Sache mit Armin
- 1992–1993: Blank Meier Jensen
- 1998: Andrea und Marie
- 2003: Das Duo – Stiller Tod
- 2004: Am Tag als Bobby Ewing starb
- 2005: Verführung für Anfänger
- 2006: Das Duo – Auszeit
- 2008: Das Duo – Sterben statt erben
- 2009: Bella Block: Vorsehung
- 2011: Ein Mann ein Mord
- 2012: Balthasar Berg – Sylt sehen und sterben

## Hörspiele (Auswahl)
- 1976: Kenneth Grahame: Der Wind in den Weiden – Regie: Charlotte Niemann (Kinderhörspiel – RB)
- 1980: Alan Alexander Milne: Pu der Bär (9 Teile) (Erzähler) – Bearbeitung, Komposition und Regie: Charlotte Niemann (Kinderhörspiel – RB)
- 2000: Susanne Krahe: Lisabetha – Regie: Gottfried von Einem
- 2006: Friedrich Christian Delius: Die Minute mit Paul McCartney – Regie: Christiane Ohaus (Hörspiel – RB/WDR)